# Thryssa scratchleyi
Thryssa scratchleyi är en fiskart som först beskrevs av Ramsay och Ogilby, 1886.  Thryssa scratchleyi ingår i släktet Thryssa och familjen Engraulidae. IUCN kategoriserar arten globalt som otillräckligt studerad. Inga underarter finns listade i Catalogue of Life.